# Juliane Auguste Henriette von Winterfeldt

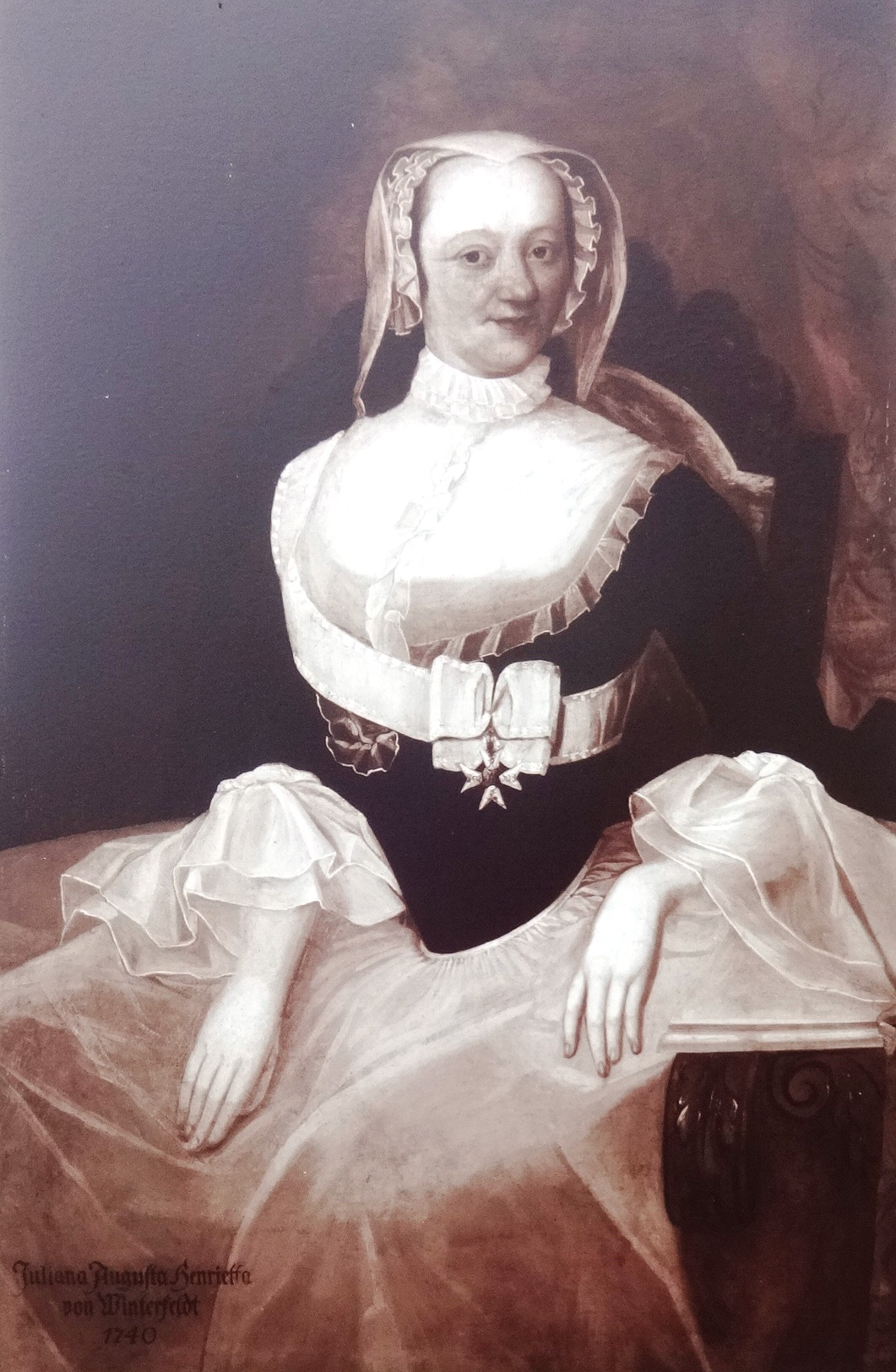
Juliane Auguste Henriette von Winterfeldt

Juliane Auguste Henriette von Winterfeldt (* 4. Mai 1710 in Vanselow; † 14. Dezember 1790 in Heiligengrabe) war von 1740 bis 1790 Domina und ab 1742 Äbtissin des evangelischen Damenstifts Kloster Stift zum Heiligengrabe, Brandenburg.

## Leben
Juliane Auguste Henriette von Winterfeldt wurde als viertes von neun Kindern in Vanselow geboren. Ihre Eltern waren Georg Friederich von Winterfeldt (1680–1720) sowie Elisabeth Christine, geborene von Maltzahn (1682–1747), die als Oberhofmeisterin für Sophie Dorothea Marie von Preußen arbeitete, eine Schwester Friedrichs II. („des Großen“).
Das Eintrittsdatum von Juliane Auguste Henriette von Winterfeldt in das Kloster ist nicht überliefert. Friedrich Wilhelm I. ernannte sie jedoch 1740 trotz einer anderslautenden Wahl des Konvents zur Domina und damit zur Leiterin des Klosters. Friedrich II. erhob das Kloster 1742 zum Damenstift; die Domina erhielt damit wieder die Würde einer Äbtissin. Sie legte großen Wert auf eine gute Beziehung zum königlichen Hof. Unter ihrer Leitung kam das Stift wieder zu wachsendem Wohlstand und die Stiftsbibliothek wurde erheblich erweitert. 1790 starb Juliane Auguste Henriette von Winterfeldt. Im Chor der Stiftskirche ist zu ihren Ehren ein Epitaph angebracht.
Hans Karl von Winterfeldt war ihr Bruder.